# Wilhelm Flensburg

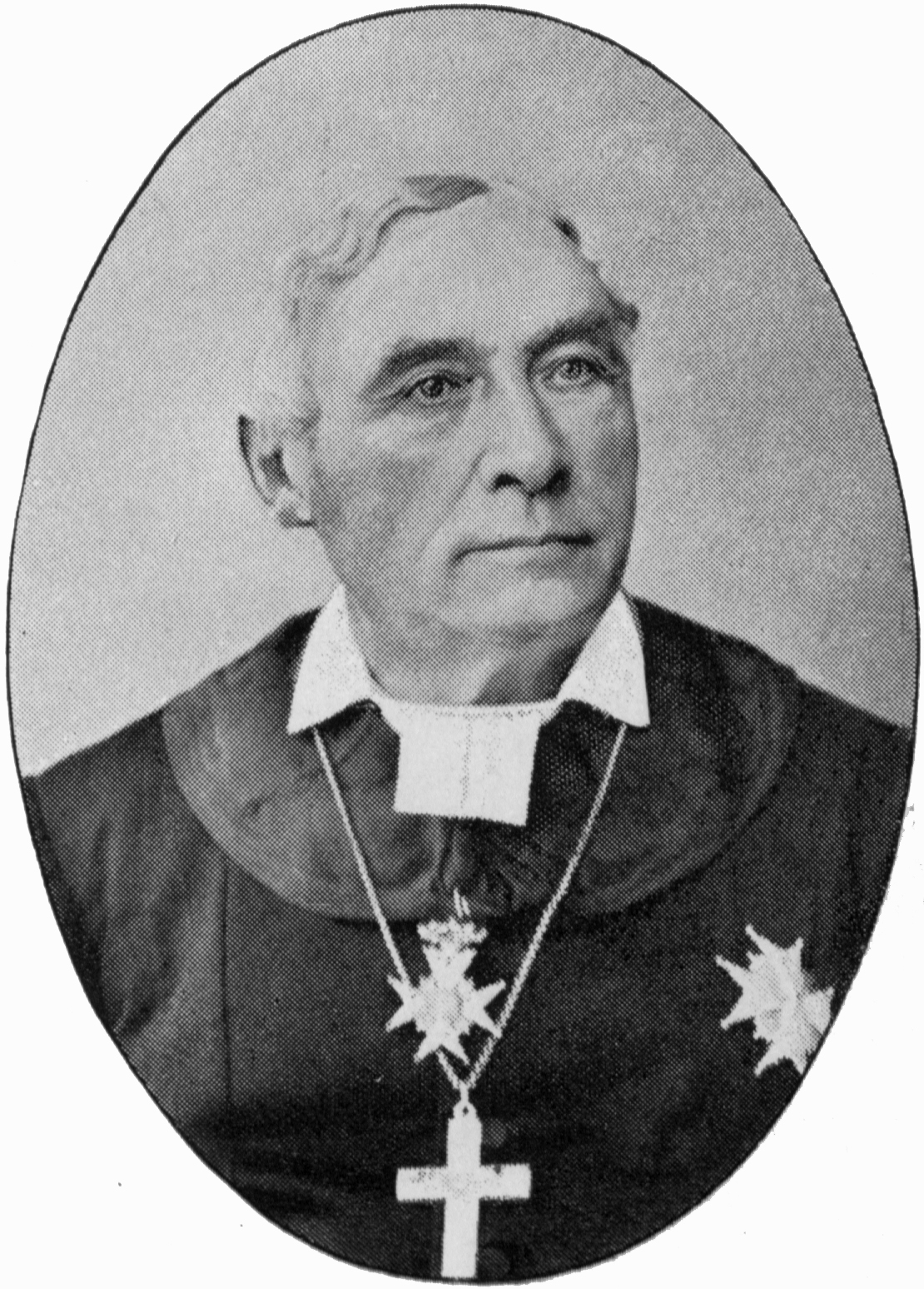

Wilhelm Flensburg, auch Vilhelm (* 3. August 1819 in Södra Rörum (heute Teil der Gemeinde Hörby, Schonen); † 31. Oktober 1897 in Lund) war ein schwedischer lutherischer Theologe und Bischof.

## Leben
Flensburg, ein Sohn des Pfarrers Nils Johan Flensburg, studierte ab 1834 an der Universität Lund, wo er 1841 zum Magister der Philosophie promoviert wurde. Anschließend arbeitete er als Amanuensis an der Universitätsbibliothek. 1847 wurde er Dozent für Systematische Theologie. Nach der Ordination 1849 übernahm er ein Pfarramt in Stångby, wurde aber immer wieder zu Lehrstuhlvertretungen in Lund herangezogen. 1858 wurde er Professor für Dogmatik und Moraltheologie, verbunden mit einem Pfarramt in Torna Hällestad. 1860 zum Dr. theol. promoviert, diente er 1865/66 als Rektor der Universität Lund und nahm als Vertreter des Pfarrerstandes am letzten Ständereichstag 1865/66 teil. Von der Hegelschen Philosophie herkommend, entwickelte er sich zu einem führenden Vertreter der schwedischen Hochkirchlichkeit. Gemeinsam mit seinen Fakultätskollegen Ebbe Gustaf Bring und Anton Niklas Sundberg gab er die Swensk Kyrkotidning (1855–1864) heraus, in der er für eine enge Verbindung von Staat und Kirche eintrat.
Im Dezember 1865 wurde Flensburg zum Bischof des Bistums Lund ernannt und am 28. Januar 1866 in sein Amt eingeführt. Verbunden mit diesem Amt war das des Prokanzlers der Universität. Er hielt beide Ämter bis zu seinem Tod, obwohl seine letzten Jahre durch viele Krankheiten beeinträchtigt waren.
Flensburg war ab 1854 mit Constance Carolina Nyström (1829–1891) verheiratet. Zu seinen Kindern gehören der Sprachwissenschaftler Nils Flensburg (1855–1926) und der königliche Leibarzt Carl Flensburg (1856–1919).
1875 wurde er mit der Kommandeurwürde des Nordsternordens ausgezeichnet.